# عزلة الوسط (حجة)

تعديل مصدري - تعديل

عزلة الوسط هي إحدى عزل مديرية عبس في محافظة حجة اليمنية ويبلغ تعداد سكانها 12807 نسمة حسب التعداد السكاني في اليمن لعام 2004.